# Ranunculus conspicuus
Ranunculus conspicuus är en ranunkelväxtart som beskrevs av A.L.Ebel. Ranunculus conspicuus ingår i släktet ranunkler, och familjen ranunkelväxter. Inga underarter finns listade i Catalogue of Life.